# Randens
Randens è una frazione del comune francese di Val-d'Arc, nel dipartimento della Savoia della regione dell'Alvernia-Rodano-Alpi.

## Storia
Il 1º gennaio 2019 il comune di Randens venne fuso con il comune di Aiguebelle, formando il nuovo comune di Val-d'Arc.

## Società

### Evoluzione demografica
Abitanti censiti